# クウェエン県
クウェエン県（クウェエンけん、クウェーン、英語: Kween District）はウガンダ・東部地域の県。県都はビンイニィ。
人口は約10万人（2017年推定）。

## 歴史
2010年7月1日にカプチョルワ県から分離した、比較的新しい県である。

## 隣接する県
- ナカピリピリ県
- アムダット県
- ブクウォ県
- カプチョルワ県
- ブランブリ県